# Gulbuddin Hekmatjar
Gulbuddin Hekmatjar, paszto ګلبدين حكمتيار (ur. 1947) – afgański przywódca religijny i polityk; pod koniec lat 60. współzałożyciel Organizacji Młodzieży Muzułmańskiej na Uniwersytecie Kabulskim. Głównym celem organizacji była walka z coraz większymi wpływami partii marksistowskich. Od 1973 na emigracji w Pakistanie, gdzie planował obalenie afgańskiego prezydenta Mohammada Dauda. W 1978 przekształcił Organizację Młodzieży Muzułmańskiej w Muzułmańską Partię Afganistanu, stając na jej czele do 1992.
Główny beneficjent pomocy zachodniej dla mudżahedinów w latach 80. – pakistański wywiad ISI przekazywał mu większość broni i pieniędzy przysyłanej przez zachód i kraje arabskie. Po obaleniu komunistycznych rządów w Afganistanie w 1992 występował przeciwko nowej władzy będąc głównym odpowiedzialnym za rozpętanie wojny domowej.
W 1993 w wyniku porozumienia z ugrupowaniem rządzącym został premierem Afganistanu. Zwolennik islamskiego fundamentalizmu, cechuje go zdecydowanie negatywny stosunek do Zachodu.